# Čortanovci
Čortanovci (cyr. Чортановци) – wieś w Serbii, w Wojwodinie, w okręgu sremskim, w gminie Inđija. W 2011 roku liczyła 2337 mieszkańców.